# Сумцов, Виктор Алексеевич
Виктор Алексеевич Сумцов (1 марта 1928 — 3 мая 2013) — советский авиаконструктор.

## Награды
- Орден «Знак Почёта»
- Медаль «Ветеран труда»
- Медаль «В память 1500-летия Киева»

## Ан-34
Ведущим конструктором по самолёту был назначен В. А. Сумцов. Новый самолёт получил название Ан-34 (Ан-24Т). С 16 июня по 10 ноября 1965 года проводились Государственные испытания. Серийное производство было организовано на Иркутском авиазаводе. Производство самолёта продолжалось до 1971 года. С 1965 года по 1971 год было выпущено 226 машин, из них 62 в модификации Ан-24РТ.